# Околодок
Около́док — у царській Росії — район міста, підвідомчий поліцейському наглядачеві, а також приміщення підрозділу міського поліцейського відділку.
Походження слова остаточно не з'ясовано: більшість дослідників вважає первісною формою околоток, пов'язуючи назву або з дієсловом колотити («ділянка, що охороняється вартовим з калаталом»), або від загальнослов'янського слова коло, тобто «округ, околиця». Інші автори, навпаки, вважають форму околодок ранішою, і пов'язують її зі словом колода (у значенні «борть», «пасіка»), тлумачачи як «поселення навколо пасіки».

## Значення слова
У Російській імперії околодком називався район міста, який являв собою мінімальний територіальний підрозділ всередині міської міліцейської ділянки. У другій половині XIX ст. околодок налічував 3-4 тис. мешканців і був підвідомчий особливій посадовій особі міліції — околодочному наглядачеві (інакше званого просто «околодочний»).
У Російської імперії, в деяких повітах Симбірської і Казанської губерній, де переважали чуваші і черемиси, селища, які нещодавно утворилися в результаті межування і виходу частини землекористувачів з основного селища, називалися околотками або околодками. Цей термін практично повністю ідентичний за змістом терміна «виселок».
Також «околодок» — це застаріле позначення для лікарського пункту при військовій частині.